# 水口镇 (乐山市)
水口镇，是中华人民共和国四川省乐山市市中区下辖的一个乡镇级行政单位。2019年12月，撤销罗汉镇，将其所属行政区域划归水口镇管辖。将水口镇罗李坝村、张徐坝村所属行政区域划归绿心街道管辖，将水口镇石鼓寺村、雷坝村所属行政区域划归苏稽镇管辖。

## 行政区划
水口镇下辖以下地区：
水口场社区、徐月村、谢村、埝塘村、石羊村、周陆村、周桥村、金坝村、石鼓村、雷坝村、张徐坝村和罗李坝村。
2019年12月调整后，水口镇辖水口场社区、谢村村、石羊村、徐月村、周桥坝村、周金村和原罗汉镇所属行政区域。